# Torrance Fleischmann
Torrance Watkins Fleischmann (30 luglio 1949) è una cavallerizza statunitense, specializzata nel concorso completo.

## Biografia
Figlia di August e Torrance Sr. Watkins, aveva tre fratelli: Richardson, Thornton e August Junior, la sua famiglia ha per tradizione un passato di cavallerizzi e cacciatori di volpi. Non è un caso che iniziò a cavalcare dall'età di 4 anni. Iniziò a gareggiare negli anni Settanta e fino alla metà del 1990, segnando i maggiori successi della personale carriera negli anni Ottanta soprattutto grazie ai cavalli Poltroon e Finvarra. Nel 1981 sposò Charles Fleischmann, da cui assunse il cognome nelle competizioni sportive seguenti, tra cui le Olimpiadi che la videro vincente. Nel 1984 in un incendio della stalla, perse quattro cavalli tra cui Poltroon con cui aveva vinto un bronzo al concorso parallelo tenuto a Fontainebleau durante i Giochi olimpici di Mosca 1980, a cui presero parte alcuni sportivi che deciso di boicottare la manifestazione ufficiale tenuta in terra sovietica. Nel 2003 venne inserita nella US Eventing Hall of Fame.

## Palmarès
| Anno | Manifestazione  | Sede        | Evento                      | Risultato | Prestazione | Note |
| ---- | --------------- | ----------- | --------------------------- | --------- | ----------- | ---- |
| 1982 | Mondiali        | Salzhausen  | Concorso completo           | Bronzo    | -           |      |
| 1984 | Giochi olimpici | Los Angeles | Concorso completo a squadre | Oro       | -186.00     |      |
| 1984 | Giochi olimpici | Los Angeles | Concorso completo           | 4º        | -60.40      |      |